# 堀口真帆
堀口 真帆（ほりぐち まほ、2008年10月10日 - ）は、日本のタレント、女優、モデル。コンテンツ・スリー所属。東京都生まれ。

## 来歴
2021年7月に雑誌「Popteen」レギュラーモデルとしてデビュー。同月、「アリスのファンタジーレストラン」公式アンバサダーに就任。2022年1月に2022シーズン横浜FCスタジアムアシスタントMCに就任した。
ABEMAオリジナルドラマ『覆面D』で女優デビュー。ABEMA「キミとオオカミくんには騙されない」に出演し、最年少ながら筋の通った言動で人気を集め、俳優の植村颯太と両想いペアに。2024年9月発売の『週刊ヤングマガジン』（講談社）でグラビアデビュー。同年10月発売の週刊文春「原石美少女図鑑」に掲載。2025年1月発売のマンガ誌『週刊ヤングマガジン』に再登場し「大注目の超絶美少女」と紹介された。
2025年9月スタートの『仮面ライダーゼッツ』（テレビ朝日）でヒロイン役に起用される。

## 人物
- 目標は小松菜奈[10]
- 趣味/特技：料理、ダンス[2]
- 芸能界デビューのきっかけは、父が自身のInstagramに載せた1枚の堀口の写真[11]
- スポーツは水泳、フリースタイルフットボール、ダンスなど。特に卓球が得意[11]
- 革靴（ローファー）と制服姿で見事なリフティングができる[12][13]。

## 出演

### CM・広告
- アリスのファンタジーレストラン 公式アンバサダーモデル（2022年）
- 大塚製薬 ポカリスエット（2023年）

### テレビ・Web番組
- ABEMA「キミとオオカミくんには騙されない」（2024年8月）

### ドラマ
- 覆面D（2022年4月、ABEMA） - 鈴木由美 役
- アオハライド Season1（2023年9月、WOWOW）
- 離婚後夜 第1話（2024年10月14日、ABCテレビ）
- 連続テレビ小説 あんぱん 第100回・第101回（2025年8月15日・18日、NHK） - さくら 役[14]
- 仮面ライダーゼッツ（2025年9月7日 - 〈予定〉、テレビ朝日） - ヒロイン・ねむ 役[8][9]

### テレビ・地上波番組
- めざましテレビ（2025年4月 - ） - イマドキガール[15]
- ミュージックブレイク（2025年5月27日 - 6月11日） - ヤンマガ激推しガール[16][17][18]

### イベント
- Popteen大優勝祭（2021年11月）
- 京都コレクション（2021年10月）